# Leki psychotropowe
Leki psychotropowe – grupa leków stosowanych w leczeniu zaburzeń psychicznych, czyli w psychofarmakoterapii.
Leki psychotropowe dzieli się na:
- leki normotymiczne (należące do l. przeciwdrgawkowych) → ATC (N03)
- leki psycholeptyczne → ATC (N05)
  - leki przeciwpsychotyczne (neuroleptyki, duże trankwilizery)
  - leki przeciwlękowe (anksjolityki, uspokajające, małe trankwilizery)
  - leki nasenne i uspokajające
- leki psychoanaleptyczne → ATC (N06)
  - leki przeciwdepresyjne
  - leki psychostymulujące i nootropowe

Wszystkie leki psychotropowe zapisywane są wyłącznie na receptę lekarską.
Przewlekłe przyjmowanie leków psychotropowych powinno być połączone z wykonywaniem co jakiś czas badań krwi: morfologii, poziomu enzymów wątrobowych (ALAT oraz AspAT), elektrolitów w surowicy (sód, potas, chlorki) oraz poziomu glukozy we krwi; należy również wykonywać co jakiś czas badanie moczu.
Pokrewne lekom psychotropowym są substancje zaburzające funkcje psychiczne – psychodeliki, zwane inaczej środkami psychodysleptycznymi oraz halucynogennymi (potocznie halucynogeny).